# Klute
Klute is een Amerikaanse thriller uit 1971 onder regie van Alan J. Pakula.

## Verhaal
Een vriend van detective John Klute is verdwenen. Zijn enige aanwijzing zijn brieven van zijn vriend aan de prostituee Bree Daniels. Omdat zij weigert mee te werken, zoekt Klute naar middelen om haar onder druk te zetten. Hij luistert de telefoon af van Bree om bewijs te vinden. Pas als Klute haar kan overtuigen dat ze zelf in gevaar is, wil Bree hem helpen.

## Rolverdeling
| Acteur                | Personage                      |
| --------------------- | ------------------------------ |
| Jane Fonda            | Bree Daniels                   |
| Donald Sutherland     | John Klute                     |
| Charles Cioffi        | Peter Cable                    |
| Roy Scheider          | Frank Ligourin                 |
| Dorothy Tristan       | Arlyn Page                     |
| Rita Gam              | Trina Gruneman                 |
| Nathan George         | Trask                          |
| Vivian Nathan         | Psychiater                     |
| Morris Strassberg     | Mijnheer Goldfarb              |
| Barry Snider          | Berger                         |
| Betty Murray          | Holly Gruneman                 |
| Jane White            | Janie Dale                     |
| Shirley Stoler        | Mamma Reese                    |
| Robert Milli          | Tom Gruneman                   |
| Anthony Holland       | Impresario                     |
| Fred Burrell          | Man in het hotel               |
| Richard B. Shull      | Sugarman                       |
| Mary Louise Wilson    | Producent                      |
| Marc Malvin           | Productieassistent             |
| Rosalind Cash         | Pat                            |
| Jean Stapleton        | Secretaresse van Goldfarb      |
| Jan Fielding          | Secretaresse van de psychiater |
| Antonia Rey           | Mevrouw Vasek                  |
| Robert Ronan          | Schouwburgdirecteur            |
| Richard Russell Ramos | Directieassistent              |

## Prijzen en nominaties
| Jaar | Prijs  | Categorie                | Genomineerde(n)           | Uitslag     |
| ---- | ------ | ------------------------ | ------------------------- | ----------- |
| 1971 | Oscars | Beste actrice            | Jane Fonda                | Gewonnen    |
| 1971 | Oscars | Beste originele scenario | Andy Lewis David E. Lewis | Genomineerd |